# Spilosoma amuri
Spilosoma amuri là một loài bướm đêm thuộc phân họ Arctiinae, họ Erebidae.